# The Hex Girls
The Hex Girls is een fictieve gothicband die voorkomt in de Scooby Doo-tekenfilms. Ze zijn gecreëerd door Rick Copp en David A. Goodman, deels naar voorbeeld van Josie and the Pussycats. Ze waren voor het eerst te zien in Scooby-Doo and the Witch's Ghost, en maakten vervolgens hun opwachting in Scooby-Doo and the Legend of the Vampire, What's New, Scooby-Doo?, Scooby-Doo! Mystery Incorporated en Scooby-Doo and Guess Who?. De stemmen van de drie bandleden worden ingesproken door Jennifer Hale (leadzangeres Thorn), Jane Wiedlin (drumster Dusk) en Kimberly Brooks (toetseniste Luna). Door het succes van Scooby-Doo! and the Witch's Ghost groeiden de Hex Girls uit tot lhbti- en girlpower-iconen.

## Films

### Scooby-Doo and the Witch's Ghost
De Hex Girls worden voorgesteld als mogelijke verdachten in het mysterie dat zich afspeelt in hun woonplaats Oakhaven, Massachusetts. Het team woont hun concert bij en volgt ze om te kijken of ze wat te maken hebben met het mysterie dat ze proberen op te lossen. Fred en Daphne verdenken hen er zelfs van echte heksen te zijn, nadat ze Thorn een vreemd ritueel hebben zien uitvoeren. Schijn bedriegt, het is slechts een truc die Thorn heeft bedacht om de stembanden te smeren; ze zijn allemaal begaan met het milieu en Thorn is een aanhangster van de natuurreligie Wicca. Ze gaan met de rest van de groep mee, op zoek naar het medische dagboek van Sarah Ravencroft dat uiteindelijk een handboek voor tovenarij blijkt te zijn. Door middel van een Wiccaanse spreuk weet Thorn, Sarah en Ben weer in het boek te toveren. Om de opgelopen schade te vergoeden geven de Hex Girls samen met Scooby en de rest een concert voor de stedelingen. In de film zingen ze twee nummers; Hex Girl en Earth, Wind, Fire and Air.

### Scooby-Doo and the Legend of the Vampire
Thorn, Luna en Dusk, inmiddels doorgebroken als de Hex Girls, worden vlak voor hun optreden op het Vampire Rock Music Festival in Australië ontvoerd door de vampieren van Yowie Yahoo. Scooby en co. zetten een zoektocht op touw en proberen tegelijkertijd het mysterie omtrent Vampire Rock op te lossen. Later blijkt dat een rivaliserende band, Wildwind hen probeerde om te kopen met een gratis rondje diepzeeduiken in het Great Barrier Reef. Ze weigeren zich terug te trekken uit het festival, waarop Wildwind hen langer vasthield. Uiteindelijk slagen de Hex Girls erin terug te keren naar het festivalterrein op het moment dat Mystery Inc. het mysterie heeft opgelost. Ze versterken Scooby en de rest bij hun eigen optreden als The Meddlin' Kids en zingen ook hun nieuwe nummer We Do Voodoo.

### Scoob!
De Hex Girls figureren als easter eggs tijdens een achtervolging in de gokhal. Ze zijn op een concertposter rechts bij de ingang te zien en op een van de flipperkasten.

### Scooby-Doo and the Haunted High Rise
De Hex Girls zouden ook in deze film hun opwachting maken, maar in februari 2023 besloot Warner Bros. Discovery het te schrappen als belastingaftrek.

## Televisieseries

### What's New, Scooby-Doo?
De Hex Girls hebben een gastrol in de aflevering The Vampire Strikes Back. Tijdens de opnamen van een videoclip in het Fortescu Castle in Transsylvanië ter ere van hun recente succes worden ze aangevallen door een vampier. Na hun eerdere avonturen probeert Dusk de anderen ervan te overtuigen om hier weg te gaan voor hun eigen veiligheid, maar Thorn en Luna denken daar anders over; zij willen doorgaan met de clipopnamen waarop Dusk de band dreigt te verlaten voor een solocarrière. Mystery Incorporated komt als geroepen; niet alleen om de Hex Girls te helpen het mysterie op te lossen, maar ook om te voorkomen dat ze uiteenvallen. Uiteindelijk slagen Thorn, Dusk en Luna erin om een clip te maken in gezelschap van Scooby en de rest. Bij deze aflevering is de normale eindtune vervangen door de versie van de Hex Girls.

### Scooby-Doo! Mystery Incorporated
De Hex Girls hebben gastrollen in de afleveringen In Fear of the Phantom en Dance of the Undead. In deze serie zijn ze al al wereldsterren wanneer zij kennismaken met het team. Velma is een van hun grootste fans.
In In Fear of the Phantomgeven ze een concert in Crystal Cove. Op het moment dat ze Hex Girl vertolken worden ze aangevallen door een geest die bijna korte metten maakt met Thorn. Daphne valt in voor Thorn tijdens Earth, Wind, Fire, and Air, en als ze haar collega Fred hoort zeggen hoe hij werkelijk over haar denkt sluit ze zich tijdelijk aan bij de band onder de naam Crush. Thorn helpt Daphne met het schrijven van Trap of Love om zo over Fred heen te komen. Na het optreden probeert het Fantoom om Crush te ontvoeren, maar in plaats daarvan neemt hij een pop van haar mee en loopt hij regelrecht in de val van Fred. Het Fantoom blijkt de songschrijver van de Hex Girls te zijn; Daniel Prezette, voorheen bekend als "Fantzee Pantz". Prezette was verbitterd door jaloezie op het succes van de Hex Girls omdat dat ten koste ging van zijn eigen sterrenstatus en wilde daarom wraak nemen. Prezette verdwijnt achter de tralies en Daphne verlaat de band door overbodigheid, ondanks dat Thorn haar een vaste plek heeft aangeboden.
In Dance of the Undead worden bijna alle inwoners van Crystal Cove, ook Fred, Velma en Daphne, gehypnotiseerd door de uit zombies bestaande skaband Rude Boy and the Ska-Tastics. Scooby en Shaggy sporen ze op en roepen de hulp in van de Hex Girls teneinde de andere groep te verslaan in een bandwedstrijd naar voorbeeld van de film Scott Pilgrim vs. the World. Ook helpen ze aanwijzingen vinden in het Crystal Cove-mysterie door een verborgen soundtrack te ontdekken in de Planisferische Schijf en die te ontcijferen.

### Scooby-Doo and Guess Who?
De Hex Girls te zien in de aflevering I Put a Hex on You!. Daphne is inmiddels een ster op internet door haar make-upvlogs en wordt door de band gevraagd als hoofdadviseur. Tevens moet er weer een mysterie worden opgelost; de gitaar van Esther Moonkiler is behekst en kan iemands gedachten bepalen. Net als in Mystery Incorporated zijn de Hex Girls al wereldberoemd wanneer zij kennismaken met het team;  verschil met vorige versies is dat de band vroeger een vierde lid had. Xander moest wegens uitbraak van netelroos vertrekken en werd later voorzitter van de fanclub. De groep geniet van alles wat het succes hen heeft gebracht, zoals het verdovingsgeweer dat speciaal voor Thorn is gemaakt. Ook wordt er verwezen naar een concurrerende band, The Jinx Gals, die volgens de Hex Girls niets meer zijn dan een slap aftreksel van hen eigen act.

### Velma
De band is te zien op een afbeelding in deze spin-offserie die door HBO Max uitgezonden. Thorn heeft in het tweede en laatste seizoen een bijrol als volwassen vrouw; ze zit niet meer in de Hex Girls en is moeder van de non-binaire Amber die zich ook gothic kleedt..

#### Eigen serie?
Toen Scooby-Doo and the Witch's Ghost uitkwam liep Warner Bros. met plannen rond voor een spin-offserie rond de Hex Girls op script van vaste scenaristen Rick Copp and David A. Goodman. Hoewel hier niets van terecht is gekomen werden sommige elementen uit deze serie in latere films verwerkt waarin de band voorkwam. In february 2019 bevestigde Copp dat hij de mogelijkheid van een Hex Girls-serie met Cartoon Network had besproken. Hale, Wiedlin en Brooks zagen het alle drie zitten om hun rollen weer op zich te nemen. Volgens Brooks is MeToo "reden te meer om deze personages nieuw leven in te blazen".

## Overige

### Scooby-Doo! Team-Up
De Hex Girls komen voor in de laatste aflevering die tevens het slot is van de Crisis of Infinite Scoobys-reeks (de titel verwijst naar Crisis on Infinite Earths) waarin alle versies van Mystery Incorporated samenkomen; t.w. The 13 Ghosts of Scooby-Doo, A Pup Named Scooby-Doo, What's New, Scooby-Doo?, the Scooby-Doo film series, Shaggy & Scooby-Doo Get a Clue!, Scooby Doo! Mystery Incorporated, Be Cool, Scooby-Doo! en Scooby Apocalypse. Samen met Flim-Flam, Robi and Red Herring een reusachtige Scrappy-Doo in opdracht van Vincent Van Ghoul tegen de vele versies van Mystery Incorporated; het zit de Hex Girls dwars dat Scooby en co. wel de tijd en ruimte kregen om zich te kunnen ontwikkelen en zodoende nieuwe successen te boeken terwijl zij in de vergeethoek werden gedrukt. Thorn kan er niet mee zitten dat de echte Scrappy Doo niet bij dit plan is betrokken; "dat mormel is zelfs voor ons te irritant!". Vervolgens mengen zich vele Scrappy Doo's in de strijd. 

### Scooby-Doo: Velma and the Mystery of the River Ghost
De Hex Girls komen voor in dit fotoboek van Hachette Livre.

## Ontvangst
Auteur Heather Greene schreef dat zij "een afspiegeling van de 'girlpower'-beweging zijn, en een mogelijke heksenversie van de Spice Girls..." In 2019 werd een van hun nummers in een skajasje gestoken door de band Skatune Network.

## Bandleden

### Vaste bezetting
- Jennifer Hale – Thorn (Sally McKnight), laedzangeres en gitariste
- Jane Wiedlin – Dusk, drumster en achtergrondzangeres
- Kimberly Brooks – Luna, toetseniste en achtergrondzangeres

### Ex-leden
- Wendy Fraser – aanvullende zang[10]
- Angie Jarée – aanvullende zang[10]
- Windy Wagner – aanvullende zang[10]
- Terry Wood – aanvullende zang[10]
- Gigi Worth – aanvullende zang[10]
- Xander

### Gastlid
- Grey DeLisle – feature als Daphne Blake alias "Crush"

## Discografie

### Soundtracks
| Titel                             | Details                                                            |
| --------------------------------- | ------------------------------------------------------------------ |
| Scooby-Doo! and the Witch's Ghost | - Releasedatum: 14 september, 1999 - Label: Kid Rhino - Format: CD |

### Andere songs
| Nummer                  | Songschrijver(s)                       | Datum            | Details                                                                                             |
| ----------------------- | -------------------------------------- | ---------------- | --------------------------------------------------------------------------------------------------- |
| Good Bad Girls          | Dave Wakeling                          | 26 maart 2013    | - Voor het eerst te horen in de Scooby-Doo! Mystery Incorporated-aflevering Dance of the Undead.    |
| Love's Curse            | Dave Wakeling                          | 2 juli 2020      | - Voor het eerst te horen in de Scooby-Doo and Guess Who?-aflevering I Put A Hex On You!.           |
| Petrified Bride         | Rich J. Dickerson Helene Arkin Jordana | 18 oktober 2003  | - Voor het eerst te horen in de What's New, Scooby-Doo?-aflevering The Vampire Strikes Back.        |
| Trap of Love            | Tony Cervone Andy Sturmer              | 23 augustus 2010 | - Voor het eerst te horen in de Scooby-Doo! Mystery Incorporated-aflevering In Fear of the Phantom. |
| What's New, Scooby-Doo? | Rich J. Dickerson Luigi Meroni         | 18 oktober 2003  | - Voor het eerst te horen in de What's New, Scooby-Doo?-aflevering The Vampire Strikes Back.        |
| Who Do Voodoo           | Jane Wiedlin                           | 4 maart 2003     | - Voor het eerst te horen in de film Scooby-Doo! and the Legend of the Vampire.                     |

## Merchandising
Na de release van de film Scooby-Doo! and the Witch's Ghost verschenen er allerlei soorten merchandising van de Hex Girls, waaronder boeken als Scooby-Doo! and the Hex Files.
In 2020 bracht de populaire detailhandelaar Hot Topic nieuwe merchandising van de Hex Girls op de markt. In mei 2021 presenteerden zij een exclusieve 3-pack Funko Pops met Thorn, Dusk en Luna. De Pops waren in nog geen tien minuten uitverkocht. In October, Hot Topic revealed the new Hex Girls clothing line.